# Alain-Fournier
Alain-Fournier (írói név); családi neve: Henri-Alban Fournier (La Chapelle-d’Angillon, 1886. október 3. – Les Éparges környéke 1914. szeptember 22.) francia költő, író. Az irodalomtörténet az egykönyvű írók között tartja számon.

## Pályafutása
Tanítói családból származik. A középiskolát Párizsban végezte. Katonai főiskolai tanulmányaira készülve plátói, reménytelen szerelembe esett Yvonne de Quiévrecourt (1885-1964) nevű lányba. A reménytelen szerelem híres regényének, A titokzatos birtoknak(Le grand Meaulnes) a megírására ihlette. (A regényből 1967-ben francia film készült.)  Leszerelt a katonaságtól. 1909–1912 között a Paris-Journal irodalomkritikusaként tevékenykedett. 1910-től kezdte közzétenni verseit, esszéit, történeteit, amelyeket a közönség és a kritika pozitívan fogadott.
Baráti köréhez tartozott több művész és író: Maurice Denis, André Gide, Paul Claudel, André Suares, Charles Péguy és Marguerite Audoux. 1912. május 5-én titkára lett Claude Casimir-Perier-nek, Jean Casimir-Perier korábbi köztársasági elnök fiának, aki Brest kikötőjének fejlesztésén dolgozott. 1913-tól haláláig Alain-Fournier viszonyt folytatott munkaadójának feleségével, Madame Simone színésznővel.
1914. augusztus 2-án tartalékos hadnagyként bevonultatták a katonasághoz. Szeptember 22-én egy felderítő műveletben összecsaptak a német erőkkel, aminek következtében többedmagával életét vesztette. 1991. május 2-án egy tömegsírban azonosították, majd a Saint-Remy-la-Calonne nemzeti temetőben ünnepélyesen újratemették.

## Művei
- 1907-ben jelent meg első szépírói műve, a Grande Revue-ben,
- 1913-ban a A titokzatos birtok[14][15] (Le grand Meaulnes)

Halála után adták ki
- 1924-ben verseinek és novelláinak gyűjteményét
- Levelezését (Jacques Rivière – felesége, család, René Bichet, André Lhote, Charles Péguy Simone)
- Kritikáit (újságcikkek, folyóiratok)

## Magyarul
- Az ismeretlen birtok; ford. Lovass Gyula; Athenaeum, Bp., 1940 (Híres könyvek)
- Az ismeretlen birtok. Regény; ford. Lovass Gyula, átdolg., utószó Görög Lívia; Szépirodalmi, Bp., 1973 (Olcsó könyvtár)
- A titokzatos birtok; ford. Végh György; Magvető, Bp., 2004 (Fehér holló könyvek)

## Elismerései
- Halálát követően 1920-ban megkapta a Francia Hadikereszt, és a francia Becsületrend kitüntetéseket.
- Párizsban, a Panthéon falán nevének rögzítésével emlékeztek meg róla.